# Janko Marolt
Janko Marolt, slovenski zdravnik, veleposestnik in dolgoletni župan Občine Vrhnika, * Verd, Vrhnika † 1936.
Dr. Janko Marolt je bil zdravnik in veleposestnik iz
Verda. 16 let je bil župan v občini Vrhnika.V tem času je dal sezidati 6 šol v vaseh občine. Kupil je hišo in jo preuredil v občinsko ubožnico. Da bi pomagal prebivalstvu, je ustanovil občinsko hranilnico, ki je pod njegovim vodstvom in nadzorstvom uspešno delovala. Poleg tega je kupil hišo, kjer so v preurejenih stanovanjih živeli uslužbenci hranilnice in še drugi. Dr.
Marolt je bil pri 44 letih okrožni zdravnik in priljubljen med vsemi sloji. Do upokojitve je bil zdravnik Okrožnega urada za zavarovanje delavcev v Ljubljani. Bil je zvest privrženec Koroščeve Slovenske ljudske stranke (SLS) in do njenega razpusta januarja 1929 tudi predsednik krajevne strankine organizacije na Vrhniki.